# Giaan Rooney
Giaan Rooney (Brisbane (Queensland), 15 november 1982) is een voormalige Australische zwemster. Ze vertegenwoordigde haar vaderland op de Olympische Zomerspelen 2000 in Sydney en op de Olympische Zomerspelen 2004 in Athene.

## Carrière
Bij haar internationale debuut, op de Gemenebestspelen 1998 in Kuala Lumpur, veroverde Rooney de gouden medaille op de 100 meter rugslag, op de 4x100 meter wisselslag legde ze samen met Helen Denman, Petria Thomas en Susie O'Neill beslag op de gouden medaille.
In Hongkong nam de Australische deel aan de wereldkampioenschappen kortebaanzwemmen 1999, op dit toernooi eindigde ze als vierde op de 100 meter rugslag. Samen met Samantha Riley, Petria Thomas en Lori Munz sleepte ze de zilveren medaille in de wacht op de 4x100 meter wisselslag, op de 4x200 meter vrije slag veroverde ze samen met Lori Munz, Jacinta van Lint en Rebecca Creedy de bronzen medaille. Op de Pan Pacific kampioenschappen zwemmen 1999 in Sydney eindigde Rooney als vijfde op de 200 meter vrije slag, op haar overige afstanden wist ze de finale niet te bereiken. Samen met Rebecca Creedy, Lori Munz en Susie O'Neill legde ze, op de 4x200 meter vrije slag, beslag op de zilveren medaille.
Tijdens de Olympische Zomerspelen van 2000 in Sydney strandde de Australische in de halve finales van de 200 meter vrije slag en in de series van de 100 meter rugslag. Op de 4x200 meter vrije slag sleepte ze samen met Susie O'Neill, Kirsten Thomson en Petria Thomas de zilveren medaille in de wacht, samen met Susie O'Neill, Sarah Ryan en Elka Graham eindigde ze als zesde op de 4x100 meter vrije slag. Op de 4x100 meter wisselslag zwom ze samen met Tarnee White, Petria Thomas en Sarah Ryan in de series, in de finale veroverde Thomas samen met Dyana Calub, Leisel Jones en Susie O'Neill de zilveren medaille. Voor haar aandeel in de series werd Rooney beloond met de zilveren medaille.
In Fukuoka nam Rooney deel aan de wereldkampioenschappen zwemmen 2001. Op dit toernooi legde ze, op de 200 meter vrije slag, beslag op de wereldtitel, op haar overige afstanden wist ze zich niet voor de finale te plaatsen. Samen met Sarah Ryan, Petria Thomas en Lori Munz eindigde ze als zesde op de 4x100 meter vrije slag, op de 4x200 meter vrije slag werd ze samen met Elka Graham, Linda Mackenzie en Petria Thomas gediskwalificeerd in de finale.
Op de wereldkampioenschappen kortebaanzwemmen 2002 in Moskou eindigde de Australische als zesde op de 50 meter rugslag, op de 200 meter vrije slag werd ze uitgeschakeld in de series. Samen met Sarah Ryan, Petria Thomas en Elka Graham veroverde ze de zilveren medaille op de 4x100 meter vrije slag, op de 4x200 meter vrije slag sleepte ze samen met Elka Graham, Petria Thomas en Lori Munz de bronzen medaille in de wacht. Samen met Fran Adcock, Jennifer Reilly en Melanie Houghton zwom ze in de series van de 4x100 meter wisselslag, in de finale eindigden Clementine Stoney, Brooke Hanson, Petria Thomas en Sarah Ryan op de vierde plaats. Tijdens de Gemenebestspelen 2002 in Manchester legde Rooney beslag op de bronzen medaille op de 100 meter rugslag, daarnaast eindigde ze als vierde op de 50 meter rugslag en als zevende op de 200 meter vrije slag. Op de 4x200 meter vrije slag veroverde ze samen met Elka Graham, Rebecca Creedy en Petria Thomas de zilveren medaille. In Yokohama nam de Australische deel aan de Pan Pacific kampioenschappen zwemmen 2002. Op dit toernooi sleepte ze de bronzen medaille in de wacht op de 200 meter vrije slag, op de 100 meter rugslag eindigde ze op de zevende plaats. Samen met Petria Thomas, Elka Graham en Alice Mills legde ze, op de 4x200 meter vrije slag, beslag op de zilveren medaille.

### 2003-2006
Op de wereldkampioenschappen zwemmen 2003 in Barcelona strandde Rooney in de halve finales van de 50 meter rugslag en in de series van de 100 meter rugslag, op de 4x100 meter wisselslag veroverde ze samen met Leisel Jones, Jessicah Schipper en Jodie Henry de bronzen medaille. Samen met Heidi Crawford, Linda Mackenzie en Melanie Houghton zwom ze in de series van de 4x200 meter vrije slag, in de finale sleepte Mackenzie samen met Elka Graham, Kirsten Thomson en Alice Mills de zilveren medaille in de wacht. Voor haar inspanningen in de series ontving Rooney eveneens de zilveren medaille.
Tijdens de Olympische Zomerspelen van 2004 in Athene werd de Australische uitgeschakeld in de halve finales van de 100 meter rugslag, op de 4x100 meter wisselslag legde ze samen met Leisel Jones, Petria Thomas en Jodie Henry beslag op de olympische gouden medaille. Samen met Shayne Reese, Elka Graham en Linda Mackenzie zwom ze in de series van de 4x200 meter vrije slag, in de finale eindigden Reese en Graham samen met Alice Mills en Petria Thomas op de vierde plaats.
In Montreal nam Rooney deel aan de wereldkampioenschappen zwemmen 2005. Op dit toernooi veroverde ze de wereldtitel op de 50 meter rugslag, daarnaast strandde ze in de halve finales van de 100 meter rugslag en in de series van de 200 meter rugslag. Samen met Brooke Hanson, Felicity Galvez en Jodie Henry zwom ze in de series van de 4x100 meter wisselslag, in de finale sleepten Sophie Edington, Leisel Jones, Jessicah Schipper en Libby Lenton de wereldtitel in de wacht. Voor haar aandeel in de series werd Rooney beloond met de gouden medaille.
Op de Gemenebestspelen 2006 in Melbourne legde de Australische, op zowel de 50 als de 100 meter rugslag, beslag op de zilveren medaille, beide keren achter landgenote Sophie Edington. Enkele weken na de Gemenebestspelen maakte Rooney bekend te stoppen met zwemmen.

## Internationale toernooien
| Jaar | Olympische Spelen | WK langebaan | WK kortebaan                                                                                        | PanPacs                                                                                               | Gemenebestspelen                                                       |
| ---- | --- | --- | --------------------------------------------------------------------------------------------------- | --- | ---------------------------------------------------------------------- |
| 1998 | | geen deelname | | | 100m rugslag · 4x100m wisselslag                                       |
| 1999 | | | 4e 100m rugslag · 4x200m vrije slag · 4x100m wisselslag                                             | serie 100m vrije slag · 5e 200m vrije slag · HF 100m rugslag · serie 200m rugslag · 4x200m vrije slag |                                                                        |
| 2000 | 14e 200m vrije slag · 19e 100m rugslag · 6e 4x100m vrije slag · 4x200m vrije slag · 4x100m wisselslag · Rooney zwom enkel de series | | geen deelname                                                                                       | |                                                                        |
| 2001 | | 200m vrije slag · 11e 400m vrije slag · 10e 50m rugslag · 16e 100m rugslag · 6e 4x100m vrije slag · DQ 4x200m vrije slag | | |                                                                        |
| 2002 | | | 11e 200m vrije slag · 6e 50m rugslag · 4x100m vrije slag · 4x200m vrije slag · 4e 4x100m wisselslag | 200m vrije slag · 7e 100m rugslag · 4x200m vrije slag                                                 | 7e 200m vrije slag · 4e 50m rugslag · 100m rugslag · 4x200m vrije slag |
| 2003 | | 10e 50m rugslag · 23e 100m rugslag · 4x200m vrije slag · Rooney zwom enkel de series · 4x100m wisselslag                 | | |                                                                        |
| 2004 | 9e 100m rugslag · 4e 4x200m vrije slag · Rooney zwom enkel de series · 4x100m wisselslag                                            | | geen deelname                                                                                       | |                                                                        |
| 2005 | | 50m rugslag · 12e 100m rugslag · 23e 200m rugslag · 4x100m wisselslag · Rooney zwom enkel de series                      | | |                                                                        |
| 2006 | | | geen deelname                                                                                       | geen deelname                                                                                         | 50m rugslag · 100m rugslag                                             |

## Persoonlijke records

### Kortebaan
| Afstand         | Tijd    | Datum            | Plaats    |
| --------------- | ------- | ---------------- | --------- |
| 100m vrije slag | 54,98   | 3 augustus 2001  | Perth     |
| 200m vrije slag | 1.57,12 | 3 augustus 2001  | Perth     |
| 50m rugslag     | 27,72   | 19 november 2005 | Sydney    |
| 100m rugslag    | 59,20   | 28 november 2003 | Melbourne |
| 200m rugslag    | 2.09,04 | 17 januari 2000  | Sydney    |

### Langebaan
| Afstand         | Tijd    | Datum           | Plaats    |
| --------------- | ------- | --------------- | --------- |
| 200m vrije slag | 1.58,57 | 27 juli 2001    | Fukuoka   |
| 400m vrije slag | 4.13,58 | 29 juli 2001    | Fukuoka   |
| 50m rugslag     | 28,42   | 3 februari 2006 | Melbourne |
| 100m rugslag    | 1.01,14 | 12 maart 2005   | Sydney    |
| 200m rugslag    | 2.13,91 | 12 maart 2005   | Sydney    |